# Östra Baggskär
Östra Baggskär är en ö i Åland (Finland). Den ligger i Skärgårdshavet och i kommunen Kökar i landskapet Åland, i den sydvästra delen av landet. Ön ligger omkring 56 kilometer öster om Mariehamn och omkring 220 kilometer väster om Helsingfors.
Öns area är 4,6 hektar och dess största längd är 380 meter i nord-sydlig riktning. Ön höjer sig omkring 10 meter över havsytan.
Runt Östra Baggskär är det glesbefolkat, med 11 invånare per kvadratkilometer.